# 耶蓋峇邦
耶蓋峇邦（印尼語：Jagoi Babang）是印度尼西亞西加里曼丹省孟加影縣下轄的一個鎮，位於該縣東北部，為印度尼西亞與馬來西亞之間的一個邊境城鎮，耶蓋峇邦邊界過境站坐落此鎮境內。耶蓋峇邦全鎮面積佔655.00平方公里，為孟加影縣面積最大的行政區域，東邊與馬來西亞砂拉越州古晉省石隆門縣相鄰，東南連詩丁鎮，南接Seluas鎮，西鄰三發縣斯影拱鎮，西北連三發縣沙依岸勿剎鎮，北邊與馬來西亞砂拉越州古晉省倫樂縣接壤。

## 行政區劃
耶蓋峇邦鎮劃分為6個村。
- 錦石村
- 耶蓋村
- Kumba
- Sekida
- Semunying Jaya
- Sinar Baru